# 宗京裕美子
宗京 裕美子（むねきょう ゆみこ、Yumiko Munekyoh、1985年2月12日 - ）は、日本テレビ「Oha!4 NEWS LIVE」の女子大生アシスタント「Oha!4 JD」のメンバーであった女性である。

## 経歴と人物
- 東京大学4年。福井県出身。
- 身長：164cm、血液型：B型。
- 愛称は「ムネキョン」。
- 「第2日本テレビ」専属女子アナウンサーの最終選考に残った。最終選考では中村亜裕美に敗北を喫したものの、中村と同じく最終候補に残った平松千花、松澤千晶と共に2006年4月から「Oha!4 NEWS LIVE」に出演していたが、2007年7月末日にて卒業。アナウンサー・フリーキャスターに転身した３人とは異なりメディアから引退している。
- 2005年度ミス東大コンテストに出場する。

## 過去の出演作品
- 「Oha!4 NEWS LIVE」日本テレビ放送網
- 東京大学新聞2005.8.2号「Campus GIRL」
- 2007年オールスターゲーム (日本プロ野球)中継〔日本テレビ放送網〕（外国人選手インタビュー通訳）